# Santiaguesa (manzana)
Santiaguesa es el nombre de una variedad cultivar de manzano (Malus domestica). Esta manzana es originaria de Galicia, está cultivada en la colección de árboles frutales y banco de germoplasma de Mabegondo con el Nº 49; ejemplares procedentes de esquejes localizados en Oza dos Rios, del municipio de Oza-Cesuras (La Coruña).

## Sinónimos
- "Manzana Santiaguesa",[4][5]
- "Maceira Santiaguesa".

## Características
El manzano de la variedad 'Santiaguesa' tiene un vigor vigoroso. Tamaño grande y porte erguido.
Época de inicio de brotación a partir del 9 de abril y de floración a partir de 29 de abril.
Las hojas tienen una longitud del limbo de tamaño corto, con la máxima anchura del limbo estrecha. Longitud de las estípulas es larga y la máxima anchura de las estípulas es ancha. Denticulación del borde del limbo es serrado, con la forma del ápice del limbo cuspidado y la forma de la base del limbo es obtuso. Con subestípulas presentes.
Sus flores tienen una longitud de los pétalos corta, anchura de los pétalos es estrecha, disposición de los pétalos libres entre sí, con una longitud del pedúnculo media.
La variedad de manzana 'Santiaguesa' tiene un fruto de tamaño pequeño, de forma plana-globosa, de color rojo, con chapa completa, y de intensidad fuerte. Epidermis de textura desigual, con pruina en su superficie y con presencia de cera media. Sensibilidad al "russeting" (pardeamiento áspero superficial que presentan algunas variedades) muy poco sensible. Con lenticelas de tamaño medianas.
Los sépalos están dispuestos de forma variable, y superpuestos en su base; su fosa calicina profunda y de una anchura media. Pedúnculo de grosor grueso y de longitud corto, siendo la cavidad peduncular de una profundidad media y de anchura ancha. Con pulpa de color ligeramente rosada, cuya firmeza es suave y textura intermedia; su jugosidad es intermedia con sabor de acidez débil, y aromática.
Época de maduración y recolección es deconocido. 'Santiaguesa' es una manzana que su destino es la conservación de esta variedad en el banco de germoplasma de Mabegondo como reserva genética.

## Susceptibilidades
- Oidio: ataque medio
- Moteado: no presenta
- Raíces aéreas: no presenta
- Momificado: ataque débil
- Pulgón lanígero: ataque débil
- Pulgón verde: no presenta
- Araña roja: no presenta
- Chancro del manzano: no presenta[3]